# Philip Grierson
Philip Grierson (* 15. November 1910 in Dublin; † 15. Januar 2006 in Cottenham, Cambridgeshire) war ein britischer Historiker und Numismatiker. Er wirkte jahrzehntelang an der Universität Cambridge und über 70 Jahre hindurch war er Fellow des Gonville and Caius College. Während  seiner langen akademischen Karriere trug er die weltgrößte repräsentative Sammlung mittelalterlicher Münzen zusammen, schrieb zahlreiche und wichtige Beiträge zu diesem Thema und erfüllte wichtige Kuratoren- und Dozentenstellen in Cambridge, Brüssel und Washington, D.C.

## Jugend
Grierson wurde in Dublin als Sohn von Philip Henry Grierson und Roberta Ellen Jane Grierson geboren. Er hatte zwei Schwestern, Janet Grierson und Aileen Grierson. Sein Vater war Landvermesser und Mitglied der Irish Land Commission, der, nachdem er seine Stelle 1906 verloren hatte, eine kleine Farm in Clondalkin, nahe Dublin, betrieb. Er erwarb einen guten Ruf für finanztechnischen Geschäftssinn und wurde deshalb in die Vorstände einiger Gesellschaften ernannt. Griersons Vater baute auch eine bedeutende Sammlung von Süßwasserschnecken auf, die sich heute im Ulster Museum in Belfast befindet.
Philipp Grierson besuchte das Marlborough College, wo er sich auf Naturwissenschaften spezialisierte. 1929 wurde er zum Medizinstudium am Gonville and Caius College in Cambridge zugelassen. Fast sofort wechselte er zur Geschichte und verblieb für den Rest seines Lebens diesem Fach. Sein früheres Interesse an Naturwissenschaften hatte ihm jedoch fundierte Kenntnisse der Methoden und Prinzipien unter anderem der Metallurgie, Mathematik und Statistik vermittelt, was sich in späteren Jahren als wertvoll erweisen sollte.

## Leben im College
Griersons Leistung als Student war außergewöhnlich. Nach dem Erwerb seines ersten Hochschulabschlusses mit Double first-class Honours (etwa mit Auszeichnung) graduiert hatte, gewann er das Lightfoot Scholarship (Lightfood Stipendium) der Universität und die Schuldham Plate, die höchste akademische Auszeichnung seines Colleges für Studenten. 1932 begann er das Masterstudium in karolingischer Geschichte. Seine ersten Publikationen behandelten die Kirchengeschichte des frühen Mittelalters. Nachdem ihm 1934 ein Fellowship angeboten worden war, sah er keine Notwendigkeit darin, seine Dissertation einzureichen. Er erhielt erst 1971 einen Ehrendoktortitel von der Universität. Grierson bekleidete alsbald eine Anzahl von wichtigen Aufgaben im College: 1944 bis 1969 war er College-Bibliothekar und von 1966 bis 1976 Präsident (an zweiter Stelle hinter dem Master des Colleges). Er blieb bis zuletzt ein aktives Mitglied des Colleges.
Griersons lehrte an der Fakultät für Geschichte, die ihn 1938 zum Assistant Lecturer und 1945 zum vollen Lecturer ernannte. Er wurde 1959 Dozent und 1971 Professor für Numismatik. Grierson unterrichtete die allgemeine Einführung in die Europäische Geschichte, die Geschichte Europas vom 5. bis 15. Jh. durchgehend. Er war außerdem Literarischer Leiter der Royal Historical Society (1945–1955), Präsident der Royal Numismatic Society (1961–1966), Ford Lecturer in Oxford (1956–1957), Fellow der Society of Antiquaries of London (1949) und der British Academy (1958).

## Münzsammlung
Es war reiner Zufall, der Griersons Aufmerksamkeit auf die Numismatik lenkte. Während eines Besuches zu Weihnachten 1944 bei seiner Familie fand er zufällig eine byzantinische Bronzemünze in einer Schreibtischschublade seines Vaters. Sie wurde später als eine Prägung des Kaisers Phokas identifiziert und brachte ihn auf die Idee, das Auktionshaus Spink in London zu besuchen. Dort erklärte er, dass er nicht beabsichtige, jemals ein richtiger Sammler zu werden, und nur Münzen im Wert von £5 als Anschauungsmaterial für seine Vorlesungen kaufen zu wollen.
Bei diesen guten Absichten blieb es nicht lange; am Ende des folgenden Jahres hatte er 1500 und Ende 1946 3500 Münzen. Schließlich sollte seine Sammlung über 20.000 Exemplare mit einem Gesamtwert von mehreren Millionen Pfund enthalten. Sie ist die weltweit repräsentativste Sammlung für das mittelalterliche Europa. Obwohl sie viele Jahre lang im Fitzwilliam Museum verblieb, ging seine Sammlung erst nach seinem Tod an das Museum über, und wurde in seinem eigenen Namen verwahrt, um so den Verkauf von alten Exemplaren und den Ankauf hochwertigerer Münzen zu erleichtern.
Grierson war nie besonders wohlhabend und finanzierte seine Sammlung nur durch Verwendung des Großteils seiner Erbschaft und 2/3 seines jährlichen Einkommens als Akademiker für den Ankauf von Münzen. Er begann zufällig in einer Zeit zu sammeln, als die Londoner Münzhändler mit dem Material aus der riesigen Sammlung des Lord Grantley überschwemmt wurden, was ihm den Einstieg in die Sammlung erleichterte. Aufgrund der Kriegs- und Nachkriegsbedingungen, die die Aktivitäten ausländischer Käufer stark beschränkten, konnte man diese Münzen zu einem Bruchteil ihres Vorkriegs- (und entsprechendem modernen) Preises erwerben. Grierson war ein vorsichtiger Käufer, war aber auch bereit, erhebliche Beträge für spezielle Münzen auszugeben, wie zum Beispiel für seinen berühmten und äußerst seltenen Denier Karls des Großen. Seine späteren Ernennungen förderten den Ausbau seiner Sammlung.
1982 plante Grierson die Finanzierung eines Projektes zur Veröffentlichung seiner inzwischen substantiellen Sammlung. Für Medieval European Coinage waren ursprünglich 12 Bände geplant, die das Münzwesen verschiedener Teile Europas beschreiben und katalogisieren sollten. Der erste Band erschien 1986 und behandelt das Münzsystem des gesamten westlichen Europas bis zum 10. Jh. Es bleibt der Standardkatalog und die Standard Studie dieser Periode.

## Fitzwilliam Museum
Griersons wachsendes Interesse an der Numismatik brachte ihn bald mit dem Münzkabinett am Fitzwilliam Museum in Kontakt. Er wurde 1949 zum Honorary Keeper for Coins and Medals ernannt und war bis 1958 ein Syndic des Museums. Unter seinem Einfluss wurde die Abteilung Münzen und Medaillen zu einer der aktivsten und produktivsten Forschungseinrichtungen im Museum. Es gibt einen nach Grierson benannten Raum (Grierson Room), der seine Sammlung beherbergt. Das Münzkabinett besuchte er fast täglich. Bis kurz vor seinem Tod fügte er seiner Sammlung weitere Exemplare hinzu und unterhielt sich dort mit Besuchern. 1982 kam der spätere Kurator der Abteilung „Münzen und Medaillen“ Mark Blackburn zunächst an das Museum, um mit Grierson am Projekt Medieval European Coinage Projekts zu arbeiten.

## Brüssel und Dumbarton Oaks
Inzwischen hatte sich sein Ruf weltweit herumgesprochen und es wurden ihm von verschiedenen ausländischen Instituten Dozenten- und Beraterstellen angeboten. Als Grierson 1947 eingeladen wurde, den vakanten Lehrstuhl für Numismatik an der Universität Brüssel zu übernehmen, den er bis zu seinem Ruhestand 1981 innehatte, entwickelte sich seine Karriere auch außerhalb von Cambridge. Grierson verbrachte jedes Jahr einen Teil der Oster- und Weihnachtsferien in Brüssel. Er hatte sich viele Jahre lang mit Belgien und den Niederlanden im Mittelalter befasst und hatte in Belgien auch einige Freunde, unter anderem den großen Karolinger-Gelehrten François-Louis Ganshof.
Die Arbeit in den Vereinigten Staaten begann 1953, als Grierson einer der Gründungslehrer der jährlichen „Summer School“ der American Numismatic Society war. Er kehrte im folgenden Jahr zurück und wurde 1955 gebeten, als Berater und Kurator an der Dumbarton Oaks Research Library und Collection in Washington D.C., die zur Harvard University gehört, tätig zu werden. Sein Auftrag war es, die beträchtlichen Ressourcen der Einrichtung zu nutzen, die bedeutendste Sammlung byzantinischer Münzen der Welt aufzubauen und sie der Öffentlichkeit zugänglich zu machen – eine Aufgabe, welche er bis 1997 bewundernswert erfüllt hatte. Er hat seine byzantinischen Münzen an Dumbarton Oaks verkauft, damit er seine eigene Sammlung europäischer Münzen weiter ausbauen konnte.  Der Catalogue of Byzantine Coins in the Dumbarton Oaks Collection and in the Whittemore Collection bleibt das Standardreferenzwerk für die byzantinische Münzprägung. Auf dem Höhepunkt seiner Produktivität verbrachte Grierson daher das Herbst- und Frühlingstrimester jeweils in Cambridge, Weihnachten und Ostern in Brüssel und zwei Monate der Sommerferien in Washington und an der Cornell University.

## Privates Leben
Neben seiner akademischen Tätigkeit war Grierson sehr gesellig. In den 1930ern bezog er seine Räume am St Michael’s Court, die er bis auf ein Intermezzo während des Zweiten Weltkrieges, als das Gebäude vom Landwirtschaftsministerium genutzt wurde, von da an bewohnte. Seine Räume wurden zum Zentrum geselliger Abende im College. Grierson war auch unter den Studenten für seine Filmabende sehr beliebt.
Neben der Geschichte und der Numismatik waren Filme seine große Leidenschaft. Er hatte eine Sammlung von 2000 Videos und DVDs und seine Film- und Pizzaabende waren immer sehr gut besucht. Er liebte Science Fiction und Horrorfilme, sah sich jedoch Geschichtsfilme aufgrund ihrer historischen Fehler nicht gerne an. Anlässlich der Eröffnung des achten Kinos in Cambridge schrieb die Lokalzeitung: „Now Mr Grierson of Caius will be able to go to a different cinema every day, and two on Sundays.“ (Jetzt kann Mr. Grierson vom Caius jeden Tag ein anderes Kino besuchen und sonntags sogar zwei.)
Grierson reiste sehr gerne. 1932 reiste er zusammen mit einem Freund nach Russland (Leningrad, Moskau, Roskov, Stalingrad und Kiew). In Kiew trennten sie sich von ihrer Intertour-Gruppe, um nach Odessa zu fahren, von wo aus sie mit einem Schiff nach Istanbul reisten. Die Reise führte sie dann auch durch Griechenland und Italien. Im darauffolgenden Jahr durchwanderte er das Rheinland, 1936 reiste er nach Finnland und 1937 zu den Gletschern Norwegens. Unter den Studenten gab es zu der Zeit ein großes Interesse für Außenpolitik, insbesondere für die Russlands und Deutschlands. Die Reise in die Sowjetunion weckte das Interesse Bücher zu diesem Thema zu sammeln. 1943 veröffentlichte er die Bibliographie Books on Soviet Russia, 1917-1942, die er bis 1950 jährlich aktualisierte. Griersons Abneigung gegen faschistische Regime manifestierte sich in einer Weigerung, Spanien unter Franco zu besuchen. 1938 reiste er nach Deutschland, um die Freilassung von zwei jüdischen Akademikern zu unterstützen. Es waren der Vater und Schwiegervater von David Daube, einem Freund von Grierson und späterem Regius Professor für Zivilrecht in Oxford. Nach ihrer Verhaftung in der Pogromnacht (9./10. November 1938) waren sie in das Konzentrationslager Dachau verbracht worden. Nachdem Grierson und einige Freunde durch Daube über die Situation informiert worden waren, reagierten sie sehr schnell. Da Grierson der einzige in der Gruppe war, der ein wenig Deutsch sprach, erklärte er sich bereit, am 18. November nach Deutschland zu fliegen. Mit Hilfe entsprechender Papiere, die ein Parlamentsmitglied für die Universität ausgestellt hatte, gelang ihm die Freilassung der beiden Männer.
Griersons hatte sich für den Kriegsdienst gemeldet, wurde aber wegen seiner Sehschwächen und einer Verletzung an den Füßen als nicht kriegstauglich erklärt. Auch seine Bewerbung in Bletchley Park, dem kryptoanalytischen Zentrum des Britischen Geheimdienstes, wurde abgelehnt, da sein Deutsch dafür zu schlecht gewesen sei.
Sein ganzes Leben hindurch blieb Grierson aktiv und relativ gesund. Bis zum Alter von 80 Jahren spielte er regelmäßig Squash. Physische Herausforderungen reizten ihn, z. B. als bei einer Gelegenheit 1932 oder 1933 er von London eines Abends nach Hause lief – eine Entfernung von etwa 44 Meilen – und erst am nächsten Tag gegen Mittag ankam.

## Veröffentlichungen (Auswahl)
- Books on Soviet Russia. 1917–1942. A Bibliography and a Guide to Reading. Methuen, London 1943 (Digitalisat).
- The Monetary Reforms of ʿAbd al-Malik: Their Metrological Basis an Their Financial Repercussions. In: Journal of Economic and Social History of the Orient. Band 3, 1960, S. 241–264.
- Bibliographie numismatique (= Cercle d’Études Numismatiques. Travaux. 2, ZDB-ID 2227721-3). Cercle d’Études Numismatiques, Brüssel 1966 (2e édition revue et augmentée (= Cercle d’Études Numismatiques. Travaux. 9), ebenda 1979).
- Numismatics. Oxford University Press, London u. a. 1975.
- Münzen des Mittelalters (= Die Welt der Münzen. [4]). Deutsche Übersetzung von Alfred P. Zeller. Battenberg, München 1976, ISBN 3-87045-103-3.
- Dark Age Numismatics. Selected Studies (= Collected Studies Series. 96). Variorum Reprints, London 1979, ISBN 0-86078-041-4 [Gesammelte Schriften].
- Later Medieval Numismatics (11th–16th Centuries). Selected Studies (= Collected Studies Series. 98). Variorum Reprints, London 1979, ISBN 0-86078-043-0 [Gesammelte Schriften].
- Byzantine Coins. Methuen u. a., London 1982, ISBN 0-416-71360-2.
- mit Mark Blackburn: Medieval European Coinage. With a Catalogue of the Coins in the Fitzwilliam Museum, Cambridge. Band 1: The Early Middle Ages (5th–10th Centuries). Cambridge University Press, Cambridge u. a. 1986, ISBN 0-521-26009-4.
- The Coins of Medieval Europe. Seaby, London 1991, ISBN 1-85264-058-8.
- mit Lucia Travaini: Medieval European Coinage. With a Catalogue of the Coins in the Fitzwilliam Museum, Cambridge. Band 14: Italy (III). South Italy, Sicily, Sardinia. Cambridge University Press, Cambridge u. a. 1998, ISBN 0-521-58231-8.